# Kasur (Distrikt)
Der Distrikt Kasur ist ein Verwaltungsdistrikt in Pakistan in der Provinz Punjab. Sitz der Distriktverwaltung ist die gleichnamige Stadt Kasur.
Der Distrikt hat eine Fläche von 3995 km² und nach der Volkszählung von 2017 3.454.996 Einwohner. Die Bevölkerungsdichte beträgt 865 Einwohner/km². Im Distrikt wird zur Mehrheit die Sprache Panjabi gesprochen.

## Lage
Der Distrikt befindet sich im Norden der Provinz Punjab, die sich im Westen von Pakistan befindet und hat eine internationale Grenze zu Indien.

## Verwaltungsgliederung
Der Distrikt ist administrativ in vier Tehsil unterteilt:
- Kasur
- Kot Radha Kishan
- Pattoki
- Chunian

## Geschichte
Die Region wurde in seiner Geschichte u. a. von den Indoariern, Griechen, Maurya, Kuschana, Gupta, Hephthaliten, Ghaznawiden, dem Sultanat von Delhi, Mogulen, Sikhs und Briten kontrolliert. Der moderne Distrikt entstand im Juli 1976 aus Teilen von Lahore.

## Demografie
Zwischen 1998 und 2017 wuchs die Bevölkerung um jährlich 2,03 %. Von der Bevölkerung leben ca. 26 % in städtischen Regionen und ca. 74 % in ländlichen Regionen. In 526.166 Haushalten leben 1.790.253 Männer, 1.664.606 Frauen und 137 Transgender, woraus sich ein Geschlechterverhältnis von 107,6 Männer pro 100 Frauen ergibt und damit einen für Pakistan häufigen Männerüberschuss.
Die Alphabetisierungsrate in den Jahren 2014/15 bei der Bevölkerung über 10 Jahren liegt bei 59 % (Frauen: 54 %, Männer: 66 %) und liegt damit unter dem Durchschnitt der Provinz Punjab von 63 %.
| Jahr | Einwohnerzahl |
| ---- | ------------- |
| 1972 | 1.186.386     |
| 1981 | 1.528.002     |
| 1998 | 2.354.506     |
| 2017 | 3.454.996     |